# Alwin Reindel
Alwin Reindel (Allstedt, 27 december 1856 – aldaar, 12 augustus 1924) was een Duits componist en militaire kapelmeester.

## Levensloop
Van deze componist is niet veel bekend met de uitzondering, dat hij van 1886 tot 1918 dirigent was van het Militaire muziekkorps van het 11e Grenadier-Regiment te Breslau, dat aldaar gestationeerd was in de kazerne aan de Freiburger station. Hij bewerkte onder andere de Türkischer Abendsegen en de Marsch der Palast-(Schaar-)Wache uit de operette Der Khedive van Carl Faust voor militaire kapel. Maar ook eigen werk heeft hij voor harmonieorkest gecomponeerd.

## Composities

### Werken voor harmonieorkest
- Conrad-Marsch
- Elfer-Marsch, mars van het 11e Grenadier-Regiment te Breslau
- Ungarische Rhapsodie